# Dni wolne od pracy w Polsce
Dni wolne od pracy – określone kalendarzowo dni wolne od świadczenia pracy przez pracowników, które mogą być przeznaczone na odpoczynek lub załatwienie prywatnych spraw. Zbieg jednego dnia lub więcej dni wolnych od pracy z sobotą i niedzielą najczęściej czyni z tych dni długi weekend.
Dni wolne od pracy mogą być wolne ustawowo, tj. na podstawie przepisów powszechnie obowiązujących ustaw lub układów zbiorowych, lub wynikać z przyjętego u pracodawcy rozkładu czasu pracy (np. soboty). Ponadto pracodawca może ustanowić dodatkowe dni wolne od pracy, jeżeli z zachowaniem norm czasu pracy pracownicy odpracują wolne w inny dzień. Pozostałe dni nieobecności w pracy (urlopy, zwolnienia lekarskie i inne usprawiedliwione niestawiennictwa w pracy oraz nieobecności zawinione przez pracownika) – są wolne od pracy tylko dla konkretnej osoby.

## Sytuacja prawna w Polsce

### Dni ustawowo wolne od pracy
Na obszarze Polski, zgodnie z ustawą z dnia 18 stycznia 1951 r. o dniach wolnych od pracy (Dz.U. z 2025 r. poz. 296), dniami wolnymi od pracy są następujące dni wyliczone enumeratywnie (według nazw świąt, którymi posługuje się ta ustawa):
1. 1 stycznia – Nowy Rok
2. 6 stycznia – Święto Trzech Króli[a][1] (właśc. w chrześcijaństwie uroczystość Objawienia Pańskiego, czyli Epifanii)
3. pierwszy dzień Wielkiej Nocy (święto ruchome)[b]
4. drugi dzień Wielkiej Nocy (tj. Poniedziałek Wielkanocny, święto ruchome)
5. 1 maja – Święto Państwowe (ustawa nie nazywa tego dnia „Świętem Pracy”)
6. 3 maja – Święto Narodowe Trzeciego Maja
7. pierwszy[c] dzień Zielonych Świątek (właśc. w chrześcijaństwie Zesłanie Ducha Świętego; święto ruchome, jednak zawsze w niedzielę)[b]
8. dzień Bożego Ciała (tj. liturgiczna uroczystość Najświętszego Ciała i Krwi Pańskiej, święto ruchome, przypada w czwartek)
9. 15 sierpnia – Wniebowzięcie Najświętszej Marii Panny (tę uroczystość liturgiczną wymienia ustawa; data ta jest zbieżna z przywróconym w 1992 r. Świętem Wojska Polskiego)
10. 1 listopada – Wszystkich Świętych
11. 11 listopada – Narodowe Święto Niepodległości
12. 24 grudnia – Wigilia Bożego Narodzenia[d][2]
13. 25 grudnia – pierwszy dzień Bożego Narodzenia
14. 26 grudnia – drugi dzień Bożego Narodzenia (właśc. w katolicyzmie święto św. Szczepana, pierwszego męczennika)

oraz
- niedziele (wszystkie).

Wpis na powyższą listę pewnych 7 dni będących świętami religijnymi został zagwarantowany umową międzynarodową między Stolicą Apostolską i Rzecząpospolitą Polską (konkordatem).
23 października 2018 r. Sejm przyjął ustawę o jednorazowym Święcie Narodowym 12 listopada 2018 r. będącym dniem wolnym od pracy dla wydłużenia Święta Niepodległości 11 listopada w roku 100-lecia niepodległości, kiedy to święto wypadło w niedzielę. Senat wprowadził pewne poprawki do tej ustawy. 7 listopada 2018 r. parlament przyjął ustawę z poprawkami, następnie trafiła ona do Prezydenta RP, który ją podpisał. Ustawa weszła w życie w dniu następującym po dniu ogłoszenia, czyli 8 listopada.
Ponadto od 18 kwietnia 2020 r. zgodnie z art. 1a ustawy o dniach wolnych od pracy dniem wolnym od pracy jest też dzień określony w rozporządzeniu Prezesa Rady Ministrów w razie ogłoszenia stanu epidemii albo stanu zagrożenia epidemicznego.

## Historia

### WKrólestwie Polskim (1917–1918)
W okresie tym (również wcześniej) dniami wolnymi od pracy, poza niedzielami, były m.in.: 6 stycznia (Trzech Króli), 2 lutego (Ofiarowanie Pańskie), drugi dzień Wielkanocy, 3 maja, Wniebowstąpienie Pańskie, Boże Ciało, 15 sierpnia (Wniebowzięcie Najświętszej Marii Panny), 8 grudnia (Niepokalane Poczęcie Najświętszej Marii Panny), 25 grudnia, 26 grudnia, a nawet 27 grudnia (tzw. trzeci dzień świąt Bożego Narodzenia).

### Wdwudziestoleciu międzywojennym
Tuż po odzyskaniu niepodległości sytuacja dni wolnych od pracy była nieuregulowana. Poza później ustalonymi dniami wolnymi od pracy świętowano m.in. 8 września – święto Narodzenia Najświętszej Maryi Panny.
Dekretem z 7 lutego 1919 roku ustanowiono dzień otwarcia Sejmu Ustawodawczego, 10 lutego, świętem narodowym. Święto to miało jednak charakter jednorazowy. Zgodnie z dekretem: w tym dniu ulega zawieszeniu praca we wszystkich sądach, urzędach państwowych i komunalnych, zakładach przemysłowych i handlowych, tudzież instytucjach oświatowych, a w szczególności w szkołach rządowych i prywatnych. Przepis niniejszy nie dotyczy zakładów użyteczności publicznej, jak elektrownie, gazownie, wodociągi, telefony, środki komunikacyjne, oraz zakładów gastronomicznych.
W tym samym roku ustanowiono również oficjalnie Święto Narodowe Trzeciego Maja, które było dniem wolnym od pracy.
Rozporządzeniem Prezydenta Rzeczypospolitej z dnia 15 listopada 1924 roku o dniach świątecznych ustanowiono następujące dni świąteczne, wolne od pracy: niedziele oraz:
1. 1 stycznia – Nowy Rok
2. 6 stycznia – Trzech Króli
3. 3 maja – Trzeci Maja
4. [40 dni po Wielkanocy] – Wniebowstąpienie Pańskie
5. [60 dni po Wielkanocy] – Boże Ciało
6. 29 czerwca – Uroczystość Świętych Apostołów Piotra i Pawła
7. 15 sierpnia – Wniebowzięcie Najświętszej Marii Panny
8. 1 listopada – Wszystkich Świętych
9. 8 grudnia – Niepokalane Poczęcie Najświętszej Marii Panny
10. 25 grudnia – Boże Narodzenie.

Ustawą z dnia 18 marca 1925 roku w przedmiocie zmiany powyższego rozporządzenia uzupełniono listę dni świątecznych w sposób następujący:
1. 2 lutego – Oczyszczenie Najświętszej Marii Panny
2. drugi dzień Wielkiej Nocy
3. [50 dni po Wielkanocy] – drugi dzień Zesłania Ducha Świętego
4. 26 grudnia – drugi dzień Bożego Narodzenia.

Od około początku lat 30. XX wieku coraz bardziej oficjalnie świętowano 11 listopada jako Święto Niepodległości, ale dopiero ustawą z dnia 23 kwietnia 1937 roku o święcie niepodległości ustanowiono dzień 11 listopada jako rocznicę odzyskania przez Naród Polski niepodległego bytu państwowego (...) jest uroczystym Świętem Niepodległości, dniem wolnym od pracy.

### W PRL
Dekretem z 8 maja 1945 roku (obowiązującym od 11 czerwca 1945 roku) ustanowiono Narodowe Święto Zwycięstwa i Wolności, obchodzone 9 maja na cześć zakończenia II wojny światowej.
Ustawą z 22 lipca 1945 roku (z mocą obowiązującą od tego dnia) ustanowiono Narodowe Święto Odrodzenia Polski, obchodzone w dniu 22 lipca na pamiątkę ogłoszenia Manifestu PKWN, jednocześnie uchylając ustawę z 1937 roku o Święcie Niepodległości (11 listopada).
Na wniosek Komisji Centralnej Związków Zawodowych, od 1947 roku 3 i 9 maja przestały być dniami wolnymi od pracy, ale najpierw tę zmianę traktowano jako tymczasową.
Ustawą z 26 kwietnia 1950 roku (obowiązującą od 28 kwietnia tego roku) ustanowiono ponadto święto państwowe w dniu 1 maja (nieformalnie nazywane Świętem Pracy).
Ustawą z dnia 18 stycznia 1951 roku o dniach wolnych od pracy ustalono następujące dni wolne od pracy: niedziele oraz:
1. 1 stycznia – Nowy Rok
2. 6 stycznia – Trzech Króli
3. pierwszy dzień Wielkiej Nocy
4. drugi dzień Wielkiej Nocy
5. 1 maja – „Święto Państwowe”
6. [49 dni po Wielkanocy] – pierwszy dzień Zielonych Świątek (dzień Zesłania Ducha Świętego)
7. [60 dni po Wielkanocy] – dzień Bożego Ciała
8. 22 lipca – Święto Odrodzenia Polski
9. 15 sierpnia – Wniebowzięcie
10. 1 listopada – Wszystkich Świętych
11. 25 grudnia – pierwszy dzień Bożego Narodzenia
12. 26 grudnia – drugi dzień Bożego Narodzenia.

Ustawa ta ostatecznie znosiła 7 wcześniej obowiązujących dni wolnych od pracy: 2 lutego (Matki Boskiej Gromnicznej), Wniebowstąpienie Pańskie, 3 maja, 9 maja (Narodowe Święto Zwycięstwa i Wolności), drugi dzień Zielonych Świątek, 29 czerwca (święto św. św. apostołów Piotra i Pawła) i 8 grudnia (święto Niepokalanego Poczęcia NMP).
Ustawą z dnia 16 listopada 1960 roku o zmianie ustawy o dniach wolnych od pracy zniesiono dwa kolejne dni wolne od pracy: 6 stycznia (Trzech Króli) i 15 sierpnia (Wniebowzięcie NMP).

### W III Rzeczypospolitej
W 1989 roku Narodowe Święto Niepodległości (11 listopada) i Święto Wniebowzięcia NMP (15 sierpnia) ponownie stały się dniami wolnymi od pracy. 
Od roku 1990 dniem wolnym jest 3 maja, a przestał nim być dzień 22 lipca, tj. zniesiono Święto Odrodzenia Polski.
Święto Trzech Króli od 2011 roku ponownie jest dniem wolnym od pracy. W 2024 roku Sejm przyjął ustawę na mocy której dniem wolnym od pracy jest Wigilia Bożego Narodzenia  .  

## Współczesne regulacje prawne

### Zwolnienie od pracy
Na mocy ustaw regulujących stosunek Rzeczypospolitej Polskiej do Kościoła Ewangelicko-Reformowanego i Kościoła Ewangelicko-Augsburskiego (od 1994), Kościoła Ewangelicko-Metodystycznego i Kościoła Chrześcijan Baptystów (od 1995) oraz Kościoła Zielonoświątkowego (od 1997) – członkom tych kościołów przysługuje prawo zwolnienia od nauki lub pracy w Wielki Piątek (Pamiątka Śmierci Chrystusa Pana) oraz Wniebowstąpienie Pańskie (Święto Wniebowstąpienia Chrystusa Pana). Dla luteran zwolnienie dotyczy ponadto Święta Reformacji (31 października), a w przypadku zielonoświątkowców obejmuje także drugi dzień Pięćdziesiątnicy, tj. drugi dzień Zielonych Świątek, których pierwszy dzień jest wolny od pracy dla wszystkich mieszkańców Polski.
Wyznawcom Kościoła Adwentystów Dnia Siódmego przysługuje na mocy ustawy prawo zwolnienia od nauki lub pracy w każdy sabat, tj. od zachodu słońca w piątek, do zachodu słońca w sobotę. Zakład pracy ma obowiązek ustalenia odrębnego rozkładu czasu pracy dla adwentysty uwzględniający czas adwentystycznego święta. W przypadku uczniów i studentów placówki edukacyjne są zobowiązane do wyznaczenia sposobu wyrównania zaległości dydaktycznych spowodowanych zwolnieniem.
Wiernym Kościoła Prawosławnego przysługuje ustawowe zwolnienie od pracy (bez prawa do wynagrodzenia) lub nauki w następujące święta prawosławne (obchodzone według kalendarza juliańskiego): pierwszy i drugi dzień Bożego Narodzenia (7 i 8 stycznia), Chrzest Pański (19 stycznia), Zwiastowanie Najświętszej Marii Panny (7 kwietnia), drugi dzień Wielkiej Nocy, Przemienienie Pańskie (19 sierpnia) oraz Zaśnięcie Najświętszej Marii Panny (28 sierpnia).
Dla mariawitów w Kościele Katolickim Mariawitów ustawowe zwolnienie od pracy przysługuje 2 sierpnia w pamiątkę objawienia Dzieła Wielkiego Miłosierdzia oraz 23 sierpnia w Święto Krwi Przenajdroższej Pana Jezusa i Ofiary Mateczki.

### Dni wolne od pracy w tygodniu
Do 1972 r. w Polsce obowiązywał 6-dniowy tydzień pracy, w którym każda sobota była dniem roboczym, a niedziela była wolna od pracy mocą ww. ustawy z 1951 r. W wyniku zmian ustawowych w latach 1972–1974 i 1981, dla pracowników wprowadzono wolne soboty, które przypadały raz lub kilka razy w miesiącu.
Od 2001 r. obowiązuje 40-godzinny (tj. 5-dniowy) tydzień pracy, przy którym pracodawca musi wyznaczyć dzień wolny od pracy (poza niedzielą), którym zazwyczaj jest sobota.

### Dodatkowe dni wolne od pracy
W Polsce pracodawca ma prawo ustalić dodatkowe dni wolne od pracy dla swoich pracowników w dowolnym wymiarze, chyba że obowiązują go sztywne normy czasu pracy (np. w urzędach). Musi jednak zachować zasadę równego traktowania w zatrudnieniu wszystkich pracowników i nie może przez to ich dyskryminować. Ustanowienie dodatkowego dnia wolnego od pracy wiąże się z koniecznością zachowania norm czasu pracy, tzn. dzień wolny należy odpracować.
Ponadto możliwa jest sytuacja, w której dzień ustawowo wolny od pracy przypada w dzień wolny od pracy zgodnie z obowiązującym u danego pracodawcy rozkładem czasu pracy, np. w sobotę. Zgodnie z przepisami Kodeksu pracy, które obowiązywały od 30 listopada 2006 r. do 31 grudnia 2010 r., każde święto występujące w okresie rozliczeniowym i przypadające w innym dniu niż niedziela, obniżało wymiar czasu pracy o 8 godzin. Wynikał z tego obowiązek przyznania pracownikowi dodatkowego dnia wolnego od pracy dla zachowania obowiązującego pracowników wymiaru czasu pracy, przy czym mógł być to jeden dzień wspólny dla wszystkich pracowników lub różne dni, byleby tylko przypadały w przyjętym okresie rozliczeniowym. Jeśli święto przypadało w niedzielę, nie obniżało wymiaru czasu pracy i nie przysługiwał za nie dodatkowy dzień wolny. We wrześniu 2010 r. Sejm zmienił Kodeks pracy tak, że od 1 stycznia 2011 r. święto nie obniżało wymiaru pracy też wtedy, gdy wypadało na jakikolwiek dzień wolny od pracy wynikający z rozkładu czasu pracy w pięciodniowym tygodniu pracy. Jednak 2 października 2012 r. Trybunał Konstytucyjny uznał, że ten nowy przepis jest niezgodny z art. 32 ust. 1 Konstytucji RP, a więc znów nie obniża wymiaru czasu pracy tylko takie święto, które wypada w niedzielę.

### Wybory i referenda
Według kodeksu wyborczego wybory w Polsce odbywają się w dniu wolnym od pracy. Głosowanie w referendum ogólnokrajowym może być dwudniowe. W przypadku referendum lokalnego głosowanie odbywa się tylko w dniu wolnym od pracy.

### Obliczanie terminów
Choć na gruncie przepisów prawa pracy sobota nie ma statusu dnia powszechnie wolnego od pracy, to w kontekście obliczania terminów z mocy prawa przysługuje jej taki status. Zgodnie z art. 115 Kodeksu cywilnego (w brzmieniu obowiązującym od 1 stycznia 2017 r.), jeżeli koniec terminu do wykonania czynności przypada na dzień uznany ustawowo za wolny od pracy lub na sobotę, termin upływa następnego dnia, który nie jest dniem wolnym od pracy ani sobotą.
Mimo iż Kodeks postępowania administracyjnego przed 1 czerwca 2017 r. nie rozstrzygał tej kwestii wprost, również na gruncie prawa administracyjnego sobotę należało traktować podobnie jak dni wolne. W orzeczeniu z 15 sierpnia 2011 r. (I OPS 1/11) Naczelny Sąd Administracyjny podjął uchwałę, w której stwierdził, że sobota jest dniem równorzędnym z dniem ustawowo wolnym od pracy w rozumieniu art. 57 § 4 k.p.a. Od 1 czerwca 2017 r. przepis ten ma brzmienie identyczne jak art. 115 Kodeksu cywilnego.